# Cabana (Perù)
Cabana (fondata come Santiago de Cabana) è una città del centro nord del Perù, capitale della Provincia di Pallasca, nella zona nord del dipartimento di Ancash. La sua fondazione risale al 2 gennaio 1857, anche se il luogo è abitato sin da epoca incaica.